# Acerophagus ferrisianae
Acerophagus ferrisianae is een vliesvleugelig insect uit de familie Encyrtidae. De wetenschappelijke naam is voor het eerst geldig gepubliceerd in 1955 door Bennett.